# Gumpebach (Zorge)
Der Gumpebach ist ein etwa 3 km langer, linker Zufluss der Zorge in Nordhausen in Thüringen in Deutschland. Von der Quelle bis zur Mündung ist der Gumpebach ein Gewässer 2. Ordnung, die Unterhaltung obliegt  dem Gewässerunterhaltungsverband Harzvorland.

## Verlauf
Der Gumpebach entspringt mehreren Quellen nordöstlich von Nordhausen. Er fließt, bevor er den Stadtpark in Nordhausen erreicht, in westliche Richtung. Den Stadtpark selbst durchquert er von Norden nach Süden. Im Park wird er zu mehreren Teichen und Feuchtbiotopen angestaut. Bevor er in die Zorge einmündet, dreht er in südwestliche Richtung ab.